# Чорбаџи Теодос
„Чорбаџи Теодос” је југословенски и македонски ТВ филм из 1987. године. Режирао га је Васил Ћортошев а сценарио је написао Васил Иљоски.

## Улоге
| Глумац             | Улога    |
| ------------------ | -------- |
| Тодор Николовски   | Теодос   |
| Мери Бошкова       | Кева     |
| Томе Витанов       | Томче    |
| Душан Костовски    | Спиро    |
| Анче Џамбазова     | Наца     |
| Стојна Костовска   | Стојанка |
| Добрила Пучкова    | Евка     |
| Петре Прличко      | Арсо     |
| Илија Џувалековски | Поцко    |

Остале улоге ▼
| Глумац               | Улога     |
| -------------------- | --------- |
| Шенка Колозова       | Петрија   |
| Драги Крстевски      | Ампо      |
| Александар Шехтански | Коле      |
| Вера Вучкова         | Чонка     |
| Киро Ћортошев        | Селанецот |
| Кирил Псалтиров      | Панко     |